# Cédric Blanpain
Pour les articles homonymes, voir Blanpain.
Cédric Blanpain est un chercheur belge dans le domaine des cellules souches (embryologie, homéostasie des tissus et cancer). Il est professeur de biologie développementale et de génétique à l’Université libre de Bruxelles et directeur du laboratoire de cellules souches et cancer à la Faculté de Médecine. Il est l’un des premiers chercheurs à avoir utilisé le traçage de lignées cellulaires dans la recherche contre le cancer. Il a montré pour la première fois in vivo l’existence de cellules souches cancéreuses dans les tumeurs solides.

## Biographie
Cédric Blanpain est né à Uccle en 1970. A 17 ans, il décide d'entamer des études de médecine à l'Université libre de Bruxelles. Dès sa première année, il fait de la recherche en physiologie humaine à l’Institut Interdisciplinaire en biologie humaine et moléculaire (IRIBHM) où son directeur, le Professeur Gilbert Vassart, l’introduit à la biologie moléculaire.
Diplômé médecin avec la plus grande distinction, Cédric Blanpain entame une spécialisation en médecine interne. En troisième année, il interrompt celle-ci pour entamer un doctorat dans le laboratoire de Marc Parmentier (IRIBHM, Université libre de Bruxelles). En 2001, Cédric Blanpain termine sa thèse de doctorat sur le rôle de CCR5 dans l’infection au VIH. Cédric Blanpain retourne ensuite à l’hôpital Erasme et termine sa spécialisation en médecine interne.
En 2002, il reçoit une bourse de la Belgian American Educational Foundation pour continuer ses recherches aux Etats-Unis. Il effectue son post-doctorat au Laboratory of Mammalian Cell Biology and Development dirigé par Elaine Fuchs à la Rockefeller University. Il y étudie le rôle des cellules souches épithéliales dans le développement et la différentiation des tissus. Le laboratoire du Prof. Fuchs était alors l’un des rares laboratoires qui étudiaient les cellules souches de l’épiderme. Cédric Blanpain termine son post-doctorat aux Etats-Unis en tant que boursier de l’OTAN et du Human Frontier Science Program.
En 2006, Cédric Blanpain obtient du FNRS un poste permanent de chercheur qualifié afin de diriger un groupe de recherche de manière indépendante au sein de l'Université libre de Bruxelles. Il établit alors sa propre équipe, qui grimpe rapidement à 40 personnes et deviendra plus tard le laboratoire des cellules souches et du cancer.  En 2012, il devient Professeur à l'Université libre de Bruxelles.  Depuis 2011, il est aussi chercheur du WEL Research Institute. 

## Recherche

### Cellule à l’origine des cancers, cellules souches du cancer et hétérogénéité cancéreuse
Il trouve les toutes premières preuves expérimentales pour l’existence de cellules souches du cancer, pendant la croissance ininterrompue de tumeurs solides in vivo
Son laboratoire étudie les cellules à l’origine des tumeurs épithéliales ainsi que les mécanismes qui font que les cellules souches gouvernent la croissance et la récidive après traitement,.
Son laboratoire a montré que les Carcinomes basocellulaires proviennent des cellules de l’épiderme inter-folliculaire et de l’infundibulum, plutôt que des follicules pileux.
En 2018, ils ont identifié une population de cellules cancéreuses qui médie la résistance du CBC au Vismodégib. Ils ont également montré qu’administrer du Vismodegib en conjonction avec un inhibiteur de Wnt mène à l’éradication de la tumeur, une nouvelle stratégie thérapeutique potentielle contre le CBC.
Le laboratoire de cellules souches et cancer a défini pour la première fois la dynamique quantitative de l’initiation tumorale au niveau de la cellule, depuis l’activation d’un oncogène jusqu’au développement de tumeurs invasives. Ils ont démontré que la capacité de cellules exprimant des oncogènes à former des cancers dépend de la dynamique clonale des cellules souches (ciblées par les oncogènes) à l’origine du cancer.
Ils étudient aussi les différents états de la transition épithélio-mésenchymateuse : ils ont démontré que différentes cellules souches épidermiques sont responsables pour les carcinomes spinocellulaires invasifs . Ils ont caractérisé les différents états de transition, montrant en particulier que des sous-populations spécifiques ont un plus grand potentiel de devenir invasives. En filtrant un grand panel de marqueurs de surface, ils ont identifié l’existence de différentes sous-populations tumorales (cancers de la peau et mammaires) qui sont associés aux différentes étapes de la transition épithélio-mésenchymateuse, depuis l’état épithélial jusqu’à l’état complètement mésenchymateux en passant par des états hybrides. Quoique toutes les sous-populations présentent un même potentiel de propager les cellules cancéreuses, elles diffèrent toutefois par leur plasticité cellulaire et leur capacité à envahir et donner des métastases.
Le laboratoire a également montré le rôle de PIK3CA dans l’induction de l’hétérogénétié dans les cancers mammaires, en particulier en reprogrammant les cellules basales (myoépithéliales) en cellules luminales et vice versa. Ils ont montré que cette reprogrammation résulte en des pronostics cliniques différents.
Il a également montré le rôle du VEGF pour réguler les cellules souches cancéreuses .
Dans le carcinome spinocellulaire, son groupe a également identifié une nouvelle population de cellules souches cancéreuses qui expriment Sox2. Ils ont démontré, par l’ablation de lignées, que les cellules souches cancéreuses Sox2 positives sont nécessaires à l’initiation et la progression de tumeurs primaires, et ils ont identifié le réseau de gènes régulés par Sox2 . Ils ont également démontré le rôle du gène Twist1 dans le cancer pour la maintenance et la croissance des carcinomes spinocellulaires .

### Développement de la glande mammaire
Grâce au traçage de lignée de cellules mammaires basales et luminales pendant le développement embryonnaire et post-natal, l’équipe du Prof Blanpain a montré que les différentes lignées mammaires proviennent de progéniteurs embryonnaires pluripotents. Ces progéniteurs pluripotents sont remplacés très vite après la naissance par des cellules souches unipotentes . Son groupe a développé de nouvelles techniques pour tracer des lignées de manière quantitative, afin de mettre en évidence le potentiel de différentiation en différentes lignées des cellules souches pendant le développement mais aussi l’homéostasie du tissu adulte. Ainsi, ils ont démontré que les cellules exprimant le récepteur à l’oestrogène dans la glande mammaire se développent et sont maintenues dans la glande adulte par des progéniteurs unicellulaires qui correspondent uniquement aux cellules exprimant le récepteur à l’œstrogène . La différentiation des progéniteurs pluripotents en cellules basales est médiée par l’activation de p63. Enfin, ces progéniteurs pluripotents expriment des gènes similaires aux cancers du sein (e.g. Sox11, Stmn1 et Mdk), montrant bien que la réactivation de la pluripotence est impliquée dans le cancer .

### Mesp1
L’équipe du Prof Blanpain a démontré que le gène Mesp1 est le régulateur clé pendant la spécification cardiovasculaire, son équipe a montré que différentes populations de progéniteurs Mesp1 sont primés pour contribuer à différentes lignées cellulaires du cœur et des vaisseaux. En utilisant le single cell RNA-seq, son équipe a identifié des populations distinctes de progéniteurs Mesp1 qui correspondent à des progéniteurs destinés à différentes lignées cellulaires et régions du cœur. Ils ont ainsi identifié les caractéristiques associées à la sélection et la ségrégation des lignées cardiaques les plus précoces lors de la gastrulation de la souris. En utilisant l’analyse de transcriptomes (single cell transcriptome analysis) de cellules progénitrices ko pour mesp1, ils ont montré que mesp1 est requis pour la sortie de l’état pluripotent et l’induction de l’expression du programme de gènes cardiovasculaires .

### Cellules Souches Epithéliales
Dès son entrée au laboratoire du Prof. Elaine Fuchs, Cédric Blanpain participe à une première première mondiale : isoler des cellules souches selon leur quiescence en utilisant des histones H2B fluorescents . La publication, citée plus de 1900 fois, a été fondamentale dans les travaux ultérieurs sur les cellules souches . En utilisant des anticorps monoclonaux, Blanpain réussit à isoler des cellules souches de follicule pileux et démontre leur pluripotence (le fait qu’une seule cellule souche du follicule peut se différencier dans toutes les lignées épidermiques). Il montre également que transplanter ces cellules souches conduit à la croissance d'un tout nouveau cheveu. Il a été co-auteur dans de nombreuses publications montrant le rôle de la stabilisation de Wnt/Beta-Catenin dans l’activation précoce des cellules souches du follicule pileux , ainsi que le rôle de Notch dans le développement des cellules épidermiques épineuses .

### CCR5 et VIH
Cedric Blanpain a commencé sa carrière en travaillant sur le co-récepteur CCR5 qui avait été découvert par le laboratoire du Prof Parmentier. Ses travaux portent sur la fonction du récepteur et son interaction avec le VIH. Le jeune chercheur montre que l’endocytose du virus est essentielle à l’infection de la cellule . Il trouve la première chemokine antagoniste du récepteur  et il découvre des anticorps qui médient l’oligomerisation du récepteur . Il étudie aussi la mutation Delta 32, un allèle qui inactive le CCR5 et prévient l’infection par le VIH .

## Prix et distinctions

### Distinctions
- Membre honoraire international de l'Académie américaine des arts et des sciences (2024)[34]
- Élevé au rang de baron par le roi Philippe (2023)[35]
- Membre étranger de l'Académie des sciences, Institut de France (2021)[36]
- Membre de l'Academia Europaea (2016)[37]
- Membre de l’Académie Royale de Médecine de Belgique (2015)[38]
- Membre de l'Organisation européenne de biologie moléculaire - EMBO (2012)[39]

### Prix
- Prix de la Fondation ARC Léopold Griffuel pour la recherche fondamentale (2024)[40]
- Prix Momentum de l'International Society for Stem Cell Research (ISSCR) (2023)[41]
- Médaille d'or Mike Price de l'Association européenne pour la recherche sur le cancer (2022)[42]
- Prix de la Fondation contre le cancer (2021)
- Prix Francqui-Collen (2020)[43]
- ERC Advanced Grant (2020-2025)
- Prix de la Fondation AstraZeneca (2019) – de l'Académie Royale de Médecine de Belgique (ARMB) et de la Koninklijke Academie voor Geneeskunde van Belgique (KAGB)[44]
- Prix de la Fondation contre le cancer (2017)
- Prix Joseph Maisin pour la recherche fondamentale (Prix Quinquennal du FNRS) (2015) [7]
- ERC consolidator grant (2014-2019)
- Sélectionné par la revue Nature comme l'un des 10 scientifiques qui ont marqué l'année 2012 » [45]
- Prix Liliane Bettencourt pour les sciences du vivant (2012)[46]
- Officier du mérite wallon (2012)[47]
- Outstanding Young Investigator Award  l'International Society for Stem Cell Research (ISSCR) (2012)[48]
- Prix du jeune chercheur de l'EMBO (2009)[5]
- ERC Starting Grant (2008-2013)
- Prix Galien de Pharmacologie (2001)[49]